# Cristina Bowerman
Pour les articles homonymes, voir Bowerman.
Cristina Bowerman, née Vitulli le 5 octobre 1966 à Cerignola (Italie), est une cheffe cuisinière italienne. Elle obtient une étoile Michelin en 2010 pour son restaurant le Glass Hostaria à Rome. En 2017, elle ouvre un autre restaurant à Rome, le Romeo et Giulietta,. 

## Biographie
Cristina Bowerman est née dans les Pouilles, dans le sud de l'Italie. Elle étudie d'abord les langues étrangères et le droit (elle parle couramment 4 langues), puis part aux États-Unis et trouve un emploi de graphiste à Austin, au Texas. Cristina Bowerman étudie ensuite les arts culinaires pendant deux ans à l'Université du Texas à Austin et au Cordon Bleu.   
À son retour en Italie en 2006, Cristina Bowerman commence à travailler au restaurant Glass Hostaria à Rome.  Pendant les trois premières années, le restaurant connaît des difficultés, les clients se faisant rares en semaine et ne commandant que des plats traditionnels le week-end. En 2010, le restaurant reçoit une étoile au Guide Michelin. Cristina Bowerman est la seule femme à en remporter une cette année-là. Elle ouvre ensuite Romeo Chef & Baker dans un ancien entrepôt de Testaccio, puis la Giulietta Pizzeria à côté.  
En 2011, elle participe au festival Montréal en lumière dont le thème est cette année-là « les femmes chefs ». Elle explique à cette occasion les difficultés rencontrées par les femmes dans le milieu gastronomique : « En Italie, c'est encore plus dur. On pense que les femmes ne peuvent faire que de la cuisine traditionnelle mais pas créative ! Les hommes croient que nous ne pouvons pas avoir d'autorité sur nos équipes, ni assez de fermeté. Nous devons foncer, sinon nous finissons écrasées. C'est vrai qu'il faut de la force physique, de la patience et savoir gérer le stress : nous sommes à la fois chefs et entrepreneurs ».  
Elle continue de partager son temps entre Rome et Austin. Elle est la seule femme cheffe étoilée à Rome .